# Marino Arzamendia
Marino Osmar Arzamendia Espinoza (San Ignacio, 19 gennaio 1998) è un calciatore paraguaiano, portiere dell'Olimpia.

## Carriera

### Nazionale
Con la nazionale Under-20 paraguaiana ha preso parte al Sudamericano Under-20 2017.

## Statistiche

### Presenze e reti nei club
Dati aggiornati al 31 dicembre 2024.
| Stagione        | Squadra           | Campionato      | Campionato | Campionato | Coppe nazionali | Coppe nazionali | Coppe nazionali | Coppe continentali | Coppe continentali | Coppe continentali | Altre coppe | Altre coppe | Altre coppe | Totale | Totale |
| Stagione        | Squadra           | Comp            | Pres       | Reti       | Comp            | Pres            | Reti            | Comp               | Pres               | Reti               | Comp        | Pres        | Reti        | Pres   | Reti   |
| --------------- | ----------------- | --------------- | ---------- | ---------- | --------------- | --------------- | --------------- | ------------------ | ------------------ | ------------------ | ----------- | ----------- | ----------- | ------ | ------ |
| 2018            | Dep. Santaní      | DP              | 1          | -3         |                 | -               | -               |                    | -                  | -                  |             | -           | -           | 1      | -3     |
| 2019            | Sp. Luqueño       | DP              | 28         | -40        |                 | -               | -               |                    | -                  | -                  |             | -           | -           | 28     | -40    |
| gen-ott 2020    | 12 de Octubre     | DP              | 1          | -2         |                 | -               | -               |                    | -                  | -                  |             | -           | -           | 1      | -2     |
| ott-dic 2020    | Sp. San Lorenzo   | DP              | 0          | 0          |                 | -               | -               |                    | -                  | -                  |             | -           | -           | 0      | 0      |
| 2021            | Olimpia           | DP              | 0          | 0          |                 | -               | -               | CL                 | 0                  | 0                  |             | -           | -           | 0      | 0      |
| 2022            | Olimpia           |                 | -          | -          |                 | -               | -               | CL                 | 0                  | 0                  |             | -           | -           | 0      | 0      |
| Totale Olimpia  | Totale Olimpia    | Totale Olimpia  | 0          | 0          |                 | -               | -               |                    | 0                  | 0                  |             | -           | -           | 0      | 0      |
| 2023            | Resistencia       | DP              | 11         | -20        |                 | -               | -               |                    | -                  | -                  |             | -           | -           | 11     | -20    |
| 2024            | Chacarita Juniors | PBN             | 20         | -23        | CA              | 2               | -2              |                    | -                  | -                  |             | -           | -           | 22     | -25    |
| Totale carriera | Totale carriera   | Totale carriera | 61         | -88        |                 | 2               | -2              |                    | -                  | -                  |             | -           | -           | 63     | -90    |